# إي. أوغدن بوش
إي. أوغدن بوش (بالإنجليزية: E. Ogden Bush)‏ هو سياسي أمريكي، ولد في 14 سبتمبر 1898. حزبياً، نشط في الحزب الجمهوري. وقد انتخب عضو جمعية ولاية نيويورك وانتخب عضو مجلس ولاية نيويورك.